# Vasilij Engelgardt
Vasilij Pavlovitj Engelgardt (ryska: Василий Павлович Энгельгардт, tyska: Basil von Engelhardt), född 29 juli (gamla stilen: 17 juli) 1828 i guvernementet Grodno, död 17 maj 1915 i Dresden, var en rysk astronom.
Engelgardt studerade juridik vid Sankt Petersburgs universitet och var i några år anställd som undersekreterare i senaten. År 1872 flyttade han till Dresden, där han 1877 inrättade ett privatobservatorium, där han 1877-97 utförde astronomiska undersökningar, särskilt mikrometerobservationer på nebulosor och stjärnhopar samt observationer på bland annat planeter, månar och kometer. Största delen av dessa arbeten publicerades i Observations astronomiques faites par Basil d'Engelhardt dans son observatoire à Dresde (tre band, 1886-95). Efter att han 1897 upphört med sin astronomiska verksamhet skänkte han sitt bibliotek och sina instrument till observatoriet i Kazan. 
År 1899 uppfördes i Observatoria vid Kazan ett nytt observatorium, som invigdes 1901 och fick namnet Engelgardts observatorium. Även en månkrater är uppkallad efter honom.